# Super I/O

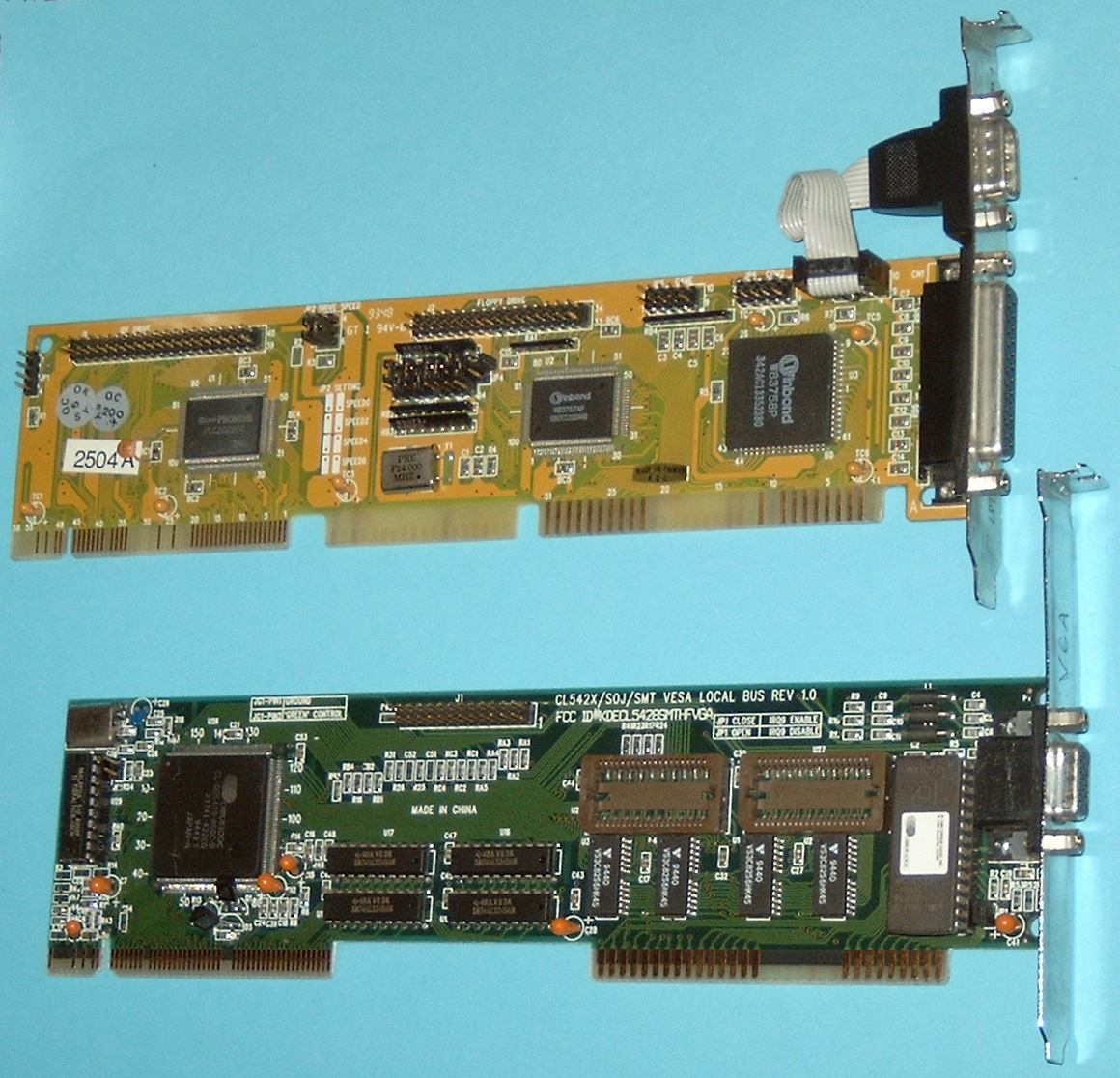
Uma antiga placa Super I/O para slot VLB Promise DC-2000C (parte superior da imagem, com 1×IDE/FDD/porta paralela/2×RS232/joystick).

"Super I/O" é uma classe de CIs controladores de E/S que começaram a ser usados em placas-mãe de PCs em fins da década de 1980, originalmente em placas de expansão, e posteriormente, agregadas às próprias placas-mãe. Um chip Super I/O combina interfaces para uma ampla variedade de dispositivos de largura de banda baixa.

## Funcionalidades
Os principais dispositivos contidos numa Super I/O são:
- Um controlador de disquete.
- Uma porta paralela (geralmente usada para impressoras)
- Uma ou mais portas seriais.
- Uma interface de teclado e mouse.

Um chip Super I/O pode também conter outras interfaces, como uma porta de joystick ou porta infravermelha, por exemplo. Ao combinar muitas funções num único chip, a quantidade de partes necessárias numa placa-mãe é diminuída, reduzindo também o custo.

## Evolução
Os chips originais de Super I/O comunicavam-se com a UCP através duma conexão com o barramento ISA. Como o uso crescente do barramento PCI, o chip Super I/O é frequentemente a maior razão remanescente para que o barramento ISA continue ainda a ter utilidade em placas-mãe.
Chips Super I/O modernos usam o barramento Low Pin Count (LPC) em vez do ISA para comunicação com a UCP. Isto normalmente ocorre através da interface LPC no chip southbridge da placa-mãe.

## Fabricantes de controladores Super I/O
- Fintek
- ITE
- SMSC
- UMC
- Winbond

A National Semiconductor fabricava controladores Super I/O, mas vendeu sua unidade de produção para a Winbond Electronics Corporation em 2005.